# 久保正行
久保 正行（くぼ まさゆき、1949年 - ）は、日本の元警察官、著作家。第62代警視庁刑事部捜査第一課長、第七方面本部長などを歴任。北海道出身。

## 来歴
北海道新得町生まれ。北海道新得高等学校、駒澤大学経済学部卒業。
1967年、警視庁に入庁。1974年に捜査第一課に異動。以後、警視正までの全階級で同課に在籍。2004年8月に第62代捜査第一課長に就任（2006年2月まで）。
鑑識課では現場鑑識主任、検視官、理事官を、機動捜査隊では班長、副隊長、隊長を務めた。田園調布署長、渋谷署長を歴任。2008年3月警視庁第七方面本部長を最後に退官。日本航空勤務。警視庁シニア・アドバイザーを務める。
新得町観光大使、警察政策学会員、国際警察協会（IPA）員。
著書に『現着: 元捜一課長が語る捜査のすべて』『警視庁捜査一課長の「人を見抜く」極意』『捜査一課のメモ術』『警察官という生き方』など。
またドラマの監修として『警視庁捜査一課長』をしている

## 著書
- 「国立国会図書館サーチ」を参照

### 論文
- CiNii>